# Zakoljeni mišić
Zakoljeni mišić (lat. musculus popliteus) mišić je stražnje strane potkoljenice, trokutastog oblika. Mišić inervira potkoljenični živac lat. nervus tibialis. 

## Polazište i hvatište
Mišić polazi s bedrene kosti (lateralni kondil) i zglobne čahure koljenog zgloba, ide koso, medijalno i dolje, i hvata se za stražnju stranu goljenične kosti.